# Christian Mondrup
Christian Mondrup (* 1947 in Kopenhagen) ist ein dänischer Musikpädagoge, Herausgeber und Komponist.
Mondrup studierte Musikwissenschaft an der Universität Aarhus und lehrte zunächst als Lehrer an einer höheren Schule. Seit 1989 arbeitet er als Programmierer. Er ist als Herausgeber und Arrangeur von Blockflötenmusik tätig und betreute von 2001 bis 2012 das Werner Icking Music Archive, das 2012 mit dem International Music Score Library Project vereinigt wurde.

## Kompositionen
- Kleines Quartett (Bärenreiter)
- Vier Galgenlieder nach Christian Morgenstern (Verlag Wilhelm Hansen, Kopenhagen)
- Ça ira?  für Chor nach einem Text von Erich Fried
- Songs on texts by Jeppe Aakjær
- Solstice Songs